# Paraleptastacus ammodytensis
Paraleptastacus ammodytensis är en kräftdjursart som beskrevs av Carvalho 1952. Paraleptastacus ammodytensis ingår i släktet Paraleptastacus och familjen Leptastacidae. Inga underarter finns listade i Catalogue of Life.